# Загальноосвітня школа № 9 (Кременчук)
Кременчу́цька гімназія № 9 —  заклад загальної середньої освіти №9 розташований у Кременчуці. Будівля школи є пам'яткою архітектури.

## Історія
Будівлю Крюківської гімназії № 4 (нині № 9) відкрито 1 вересня 1936 р. за типовим проектом на 840 учнів. П-подібна в плані, цегляна, триповерхова. Зараз вхід у будівлю з двору.
Це була перша гімназія, збудована в Крюкові за радянських часів. Сюди поступово переводили учнів із деяких інших гімназій Крюкова. Першим директором була Зінченко Ксенія Олександрівна (1936-1938рр.). Перший випуск 10 класу відбувся у 1939 р.
У червні 1941 р. у Крюкові був організований винищувальний батальйон, який дислокувався у приміщенні гімназії. Командиром батальйону був начальник міліції Михайлик; політруком, а згодом командиром – учитель російської мови і літератури Дмитро (Іванович?) Ляпкало, командиром одного із взводів – учитель історії Хоха Василь Дементійович (загинув 09.08.1941 в рядах бійців ДНО).
Під час окупації у гімназії знаходився німецький госпіталь, відразу після визволення Крюкова – короткий час радянський госпіталь. Під час війни будинок мало постраждав, тому заняття відновилися уже в 1944 р.
У післявоєнний період нумерація навчальних закладів змінилася, і Крюківська гімназія № 4 стала гімназією № 9.
У 2012 році силами ПАТ «Крюківський вагонобудівний завод» проведений ремонт і реконструкція будівлі гімназії, про що нагадує інформаційна дошка. 

## Вшанування пам'яті
- У 1995 р. на будівлі школи встановлено меморіальну дошку з чорного габро (23*50*2,5 см), на якій пам’ятний текст: «У цьому будинку в липні-/ серпні 1941 р. знаходився/ Крюківський винищувальний/ батальйон,/ командир Д.І.Ляпкало». Закріплена чотирма металевими гвинтами.
- 12 грудня 2016 р. за поданням колишніх учнів ЗОШ № 9, на фасаді допоміжної будівлі школи була відкрита меморіальна дошка загиблому Антону Бутиріну. Меморіальна дошка виготовлена з полірованого чорного габро (60*80*2,5 см). Зліва портретне зображення полеглого  у військовій формі без головного убору, поряд зображення ордена, справа напис: «Бутирін / Антон Володимирович / сержант / 92-ї окремої / механізованої бригади / Випускник Кременчуцької ЗОШ № 9  1993 року / Загинув, захищаючи цілісність та незалежність / України в Іловайському котлі 28.08.2014 / Нагороджений орденом / «За мужність» ІІІ-го ступеня/ Герої не вмирають!». Дошка закріплена 4-ма металевими гвинтами. Внизу змонтована поличка з чорного габро (17*80*2 см) для покладання квітів.

У школі № 9 навчався учасник антитерористичної операції Антон Бутирін.
Бутирін Антон Володимирович (Христович) (01.01.1978, м. Кременчук – 28.08.2014, між селами Новозар’ївка і Войкове Старобешівського р-ну Донецької обл.; 31.08.2016, м. Кременчук). Сержант, старший навідник 92-ї окремої механізованої бригади. У загальнодержавному списку втрат Збройних Сил України зареєстрований під номером 952.
Був похований як невідомий учасник АТО під номером 4039 на Кушугумському кладовищі у м. Запоріжжі. 16.09.2014 р. тіло А.Бутиріна було ексгумоване і доставлене у Запоріжжя пошуковцями Місії «Евакуація-200» («Чорний тюльпан»). У червні 2016 році ДНК-експертиза останків похованих невідомих солдатів показала, що серед них є і останки Антона Бутиріна.
Антон Бутирін перепохований 31 серпня 2016 року в Кременчуці на Свіштовському кладовищі на алеї Героїв АТО (сектор № 12, квадрат 9).